# Kornelija Ninowa
Kornelija Petrowa Ninowa, bułg. Корнелия Петрова Нинова (ur. 16 stycznia 1969 w Kruszowicy) – bułgarska polityk i prawniczka, była wiceminister gospodarki, posłanka do Zgromadzenia Narodowego, w latach 2016–2024 przewodnicząca Bułgarskiej Partii Socjalistycznej, od 2021 do 2022 wicepremier oraz minister gospodarki i przemysłu.

## Życiorys
Ukończyła studia prawnicze na Uniwersytecie Sofijskim im. św. Klemensa z Ochrydy. Pracowała m.in. w organach śledczych w Sofii. W latach 1997–2005 była dyrektorem zarządzającym przedsiębiorstwa Technoimeks. Zaangażowała się w działalność polityczną w ramach Bułgarskiej Partii Socjalistycznej, do której wstąpiła w 2003. W 2005 objęła stanowisko wiceministra gospodarki i energii. Odwołano ją z tego stanowiska w 2007. Była również jednym z dyrektorów w państwowym koncernie tytoniowym Bulgartabac.
W 2009, 2013 i 2014 wybierana na posłankę do Zgromadzenia Narodowego 41., 42. i 43. kadencji. 8 maja 2016 została nową przewodniczącą socjalistów, pokonując w głosowaniu ubiegającego się o reelekcję Michaiła Mikowa. Kierowane przez nią ugrupowanie ponownie przegrało z GERB-em w przedterminowych wyborach w 2017 (zwiększając jednak swoją reprezentację poselską). Kornelija Ninowa ponownie została wybrana do bułgarskiego parlamentu.
Mandat utrzymywała również w głosowaniach z kwietnia i z lipca 2021, w których jej ugrupowanie zajmowało trzecie miejsce. Została wybrana do Zgromadzenia Narodowego również w kolejnych wyborach z listopada 2021. Lista skupiona wokół socjalistów zajęła wówczas czwarte miejsce; Kornelija Ninowa zadeklarowała swoją rezygnację z przywództwa w partii. Pozostała jednak na czele BSP, przystępując do negocjacji nad powołaniem nowego gabinetu. W grudniu 2021 objęła stanowiska wicepremiera oraz ministra gospodarki i przemysłu w utworzonym wówczas rządzie Kiriła Petkowa. Zakończyła urzędowanie wraz z całym gabinetem w sierpniu 2022. W przedterminowych wyborach w październiku 2022, kwietniu 2023 i czerwcu 2024 również wybierana na deputowaną (jej formacja otrzymywała wówczas piąty wynik).
Kolejną rezygnację ze stanowiska przewodniczącego partii zapowiedziała w czerwcu 2024 po ponownym słabszym wyniku socjalistów; w lipcu 2024 jej odejście z tej funkcji zatwierdził sąd miejski w Sofii. W tym samym roku została wykluczona z partii, jak też zainicjowała powołanie nowej formacji politycznej pod nazwą Nepokorna Byłgarija.